# Cretoglaphyrus
Cretoglaphyrus es un género de escarabajos de la familia Glaphyridae. Esta es una lista de especies que corresponden a este género:
- Cretoglaphyrus calvescens
- Cretoglaphyrus leptopterus
- Cretoglaphyrus olenguicus
- Cretoglaphyrus rohdendorfi
- Cretoglaphyrus transbaikalicus
- Cretoglaphyrus zherikhini